# محددات الإدخال الخطي النصي الجزيئي المبسط

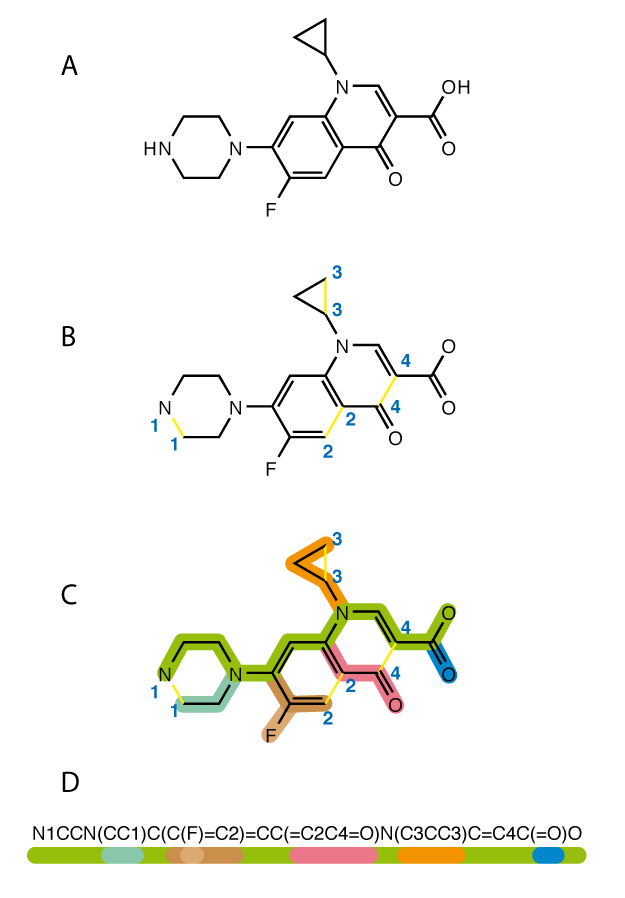
توليد سماليز

مواصفات الإدخال النصي المبسط للجزيئات أو سمايلز (بالإنجليزية: Simplified molecular input line entry specification or SMILES): هي توصيف لا لبس فيه لبنية الجزيئات الكيميائية باستخدام سلسلة أسكي قصيرة.
يمكن لأي برنامج محرر للجزيئات أن يستورد نص سمايلز لتحويلها مرة ثانية إلى رسم ثنائي الأبعاد أو نموذج ثلاثي الأبعاد للجزيء. إن توصيف سمايلز الأول طوره آرثر فينينغر وديفيد فينينغر في أواخر 1980. ومنذ ذلك الحين تم تعديل التوصيف وتوسيعه من قبل الآخرين، وأبرزها شركة دايلايت لنظم المعلومات الكيميائية (Daylight Chemical Information Systems Inc.). وفي عام 2007، قامت جماعة الكيميائيين للمصادر المفتوحة بلو أوبليسك (Blue Obelisk) بتطوير معيار مفتوح (open standard) سمي OpenSMILES. وقد تضمنت الترميزات الخطية الأخرى على ترميز فايسفيسسير الخطي (Wiswesser Line Notation (WLN))، و(ROSDAL)، و(SLN) (شركة تريبوس).
في آب / أغسطس 2006، قدم الاتحاد الدولي للكيمياء البحتة والتطبيقية IUPAC ما يسمى المعرف الكيميائي الدولي (InChI) وهو بمثابة معيار لتمثيل الصيغة. تعتبر سمايلز عمومًا أنها قابلة للقراءة من البشر أكثر من محدد المعرف الكيميائي الدولي (InChI) ؛ كما أنها تمتلك قاعدة واسعة من البرامج الدعمة ذات الدعم النظري الواسع (على سبيل المثال، نظرية المخططات).

## المصطلحات
يشير مصطلح سماليز إلى كيفية ترميز نصي عن طريق تشفير التركيب الجزيئي. ويشار لها حصرًا باسم سلسلة سمايلز. ولكن مصطلح سمايلز يستخدم أيضًا للإشارة إلى كلا من سلسلة سمايلز المفردة وعدد من سلاسل السمايلز، والمعنى الدقيق عادة ما يبدو من السياق. المصطلحات قانوني ومتماكب قد تؤدي إلى بعض الخلط عندما تطبق في كتابة السمايلز. فالمصطلح يصف خصائص مختلفة لسلسلة السمايلز ولا يستبعد بعضها بعضا.
يمكن كتابة عدة سلاسل سمايلز متكافئة لنفس الجزيء. فعلى سبيل المثال، CCO، OCC، C(O)C جميعها توصف التركيب الجزيئي للإيثانول. طورت خوارزميات لضمان توليد نفس السمايلز لنفس الجزيء بغض النظر عن ترتيب الذرات في التركيب الجزيئي. سلسلة السمايلز هذه وحيدة لكل تركيب جزيئي، وإن كان يعتمد على استخدام خوارزمية قانونية (canonicalisation) لهذا الغرض، ويطلق عليها سمايلز القانونية. تحول هذه الخوارزميات السمايلز أولا إلى تمثيل داخلي للبنية الجزيئية ولا تتلاعب بالسلسلة كما يعتقد في بعض الأحيان. طورت الخوارزميات التي تولد سمايلز القانونية في شركة دايلايت لنظم المعلومات الكيميائية (Daylight Chemical Information Systems)، وشركة أوبن آي للبرامج العلمية (OpenEye Scientific Software)، ومجموعة الحساب الكيميائي (Chemical Computing Group).
يسمح ترميز السمايلز بتوصيف التكوين الفراغي في مراكز رباعي السطوح، وهندسة الروابط المضاعفة. هذه هي السمات البنيوية التي لا يمكن توصيفها بسهولة، تسمى السمايلز التي توصفها بـ سمايلز المتماكبة. ومن السمات البارزة لهذه القواعد هي أنها تسمح بتحديد دقيق جزئي للتماكب الضوئي. ويطلق مصطلح سمايلز المتماكب على السمايلز التي تحدد وتوصف النظائر.

## اقرأ أيضا
- المعرف الكيميائي الدولي

## وصلات خارجية

### توصيف السمايلز
- "SMILES - A Simplified Chemical Language"
- The OpenSMILES home page
- "SMARTS - SMILES Extension"
- Daylight SMILES tutorial
- Parsing SMILES

### برامج السمايلز
- smi23d – 3D Coordinate Generation
- Daylight Depict
- CACTVS at NCI
- PubChem – online molecule editor
- JME molecule editor نسخة محفوظة 28 أبريل 2001 على موقع واي باك مشين.
- ACD/ChemSketch
- Marvin from كيماكسون – online chemical editor/viewer and SMILES generator/converter
- ChemAxon/Instant JChem – desktop application for storing/generating/converting/visualizing/searching SMILES structures, particularly batch processing; personal edition free
- Smormo-Ed – a molecule editor for Linux which can read and write SMILES
- InChI.info – an unofficial InChI website featuring on-line converter from InChI and SMILES to molecular drawings